# 우주해적 캡틴 하록
《우주해적 캡틴 하록》(일본어: 宇宙海賊キャプテンハーロック)은 마쓰모토 레이지 원작의 만화이자 그것을 원작으로하는 동일한 제목의 텔레비전 애니메이션이다.
무법자 우주 해적 하록을 중심으로 한 스페이스 오페라이다. 시대 설정은 연재가 시작된 1977년의 1,000년 후인 서기 2977년의 미래로, 지구 침략을 꾀하는 외계인 마존과 우주 해적 하록의 싸움을 그린다. 주인공 하록은 본작 외에도 수많은 마쓰모토 레이지의 작품에 중요한 캐릭터로 등장한다. 1977년부터 1979년까지 플레이코믹에서 연재되고 미완성인 채로 종료되었다.
원래 TV 애니메이션 기획으로 마츠모토가 제안했지만 만화 연재로 선행 시작되었다.